# Église Saint-Pierre de Montaut
Pour les articles homonymes, voir Église Saint-Pierre.
L'église Saint-Pierre est une église catholique située à Montaut dans le département de Lot-et-Garonne, en France.

## Historique
L'église Saint-Pierre était un prieuré fondé par les moines de l'abbaye Saint-Géraud d'Aurillac.
Le portail, le clocher à arcades encadré de deux tours carrées reliées par un passage datent de l'église construite à la fin du XIIIe siècle. Cette église avait succédé à une église romane dont il reste quelques vestiges dans le monument actuel.
L'église a été reconstruite à la fin du XVe siècle. 
L'église a souffert de dégradations pendant les guerres de religion. En 1572 le procureur du prieur «a dit qu'à ses derniers troubles, ceux de la nouvelle religion prétendue réformée myrent le feu dans ladite église de Montault et fut estaing par des habitans de lad. paroisse après qu'ils s'en furent allés». L'église a été réparée rapidement car dans sa visite de 1597, l'évêque d'Agen Nicolas de Villars indique que l'église est bien couverte, mais ne signale pas de peintures.
Des peintures murales ont été réalisées à la fin du XVe siècle ou au début du XVIe siècle. Ces peintures ont été redécouvertes en 1956. Une première restauration de ces peintures est faite en 1986, un second chantier est ouvert en 2001.
L'édifice est classé au titre des monuments historiques en 1932.

## Description
L'architecte en chef des Monuments Historiques, M. Poutaraud, a donné la description suivante de l'église en 1931 : « La nef de l'église Saint-Pierre de Montaut comporte trois travées ; elle est doublée du côté sud par un collatéral et est prolongée à l'est par la travée carrée qui constitue le chœur. L'église est entièrement voûtée sur croisée d'ogives, simples pour le bas-côté et accompagnées de liernes et de tiercerons pour les trois travées de la nef et celle du chœur. Le profil des arcs vient s'amortir dans les colonnes demi-rondes engagées qui correspondent à chaque travée et les clefs qui se trouvent aux points de jonction des différents arcs sont décorés de sculptures ».